# Feira de Santana
Feira de Santana – miasto we wschodniej Brazylii, we wschodniej części stanu Bahia, na północny zachód od miasta Salvador. Liczy około 650 tys. mieszkańców.
W mieście rozwinął się przemysł spożywczy, włókienniczy oraz skórzany.
Wokół miasta przebiega Avenida do Contorno (zwana również potocznie Anel de Contorno), czyli całkowicie okrągła obwodnica, zapewniająca swobodne połączenie między sąsiadującymi miastami przez węzły z autostradami BR-116 i BR-324. Obwodnica ta, przed zamknięciem okręgu, nosiła nazwę głównej ulicy jej tworzącej, czyli Avenida Eduardo Fróes da Mota.